# Karl Hopf
Karl Hopf (* 19. Februar 1832 in Hamm (Westfalen); † 23. August 1873 in Wiesbaden) war ein deutscher Historiker und Byzantinist.

## Leben
Karl Hopf studierte an der Universität Bonn, wo er 1852 mit einer Dissertation über die mittelalterliche Geschichte Griechenlands promovierte, der fortan seine Studien gewidmet blieben.
Nachdem er sich zu Bonn habilitiert hatte, unternahm er 1853 eine Reise nach Italien und wurde 1858 zum außerordentlichen Professor und Bibliothekar in Greifswald, 1864 zum ordentlichen Professor der Geschichte und Oberbibliothekar an der Universität Königsberg ernannt.
Mit unermüdlichem Fleiß forschte er in Bibliotheken und Archiven Italiens und Griechenlands nach Materialien für die griechische Geschichte, deren einzelne Partien er in zahlreichen Monographien (abgedruckt in den Sitzungsberichten der Wiener Akademie der Wissenschaften) gründlich behandelte, und von der er im 85. und 86. Bande der Ersch und Gruberschen Encyklopädie einen allerdings wenig belebten und übersichtlichen Abriss gegeben hat.
Auch gab er einen Historisch-genealogischen Atlas (Gotha 1858–61, Bände 1 und 2) heraus und schrieb:
- Veneto-byzantinische Analekten (Wien 1859);
- Die Einwanderung der Zigeuner in Europa (Gotha 1870).

Die Griechische philologische Gesellschaft in Konstantinopel ernannte ihn 1870 zum Ehrenmitglied.
Seine letzte Arbeit war die Herausgabe der Chroniques gréco-romanes inédites ou peu connues.

## Werke (Auswahl)
- Historisch-genealogischer Atlas seit Christi Geburt bis auf unsere Zeit. Teil 1: Deutschland, Band 2. Friedrich Andreas Perthes, Gotha 1866. archive.org.
- Karl Hopf (Hrsg.): Chroniques gréco-romanes inédites ou peu connues. Weidmann, Berlin 1873. archive.org